# Henry Kater
Henry Kater (Bristol, 16 aprile 1777 – Londra, 26 aprile 1835) è stato un geodeta britannico.
Ufficiale di Sua Maestà, si congedò nel 1814. È noto per aver ideato il pendolo reversibile di Kater, che permette di valutare con accuratezza l'accelerazione di gravità terrestre.

## Opere
- (EN) Description of a floating collimator, London, William Nicol, 1825.